# Филмографија Стенлија Кјубрика
Стенли Кјубрик био је амерички редитељ, сценариста и продуцент, често називан једним од најутицајнијих редитеља у историји кинематографије.
Кјубрик је био самоук и редитељски рад је отпочео са три краткометражна документарна филма, да би му дугометражни деби био филм из 1953. године Страх и жеља. Режирао је укупно 13 дугометражних играних филмова.
Додељен му је Оскар за најбоље визуелне ефекте за филм 2001: Одисеја у свемиру, Златни лав за животно дело, БАФТА за најбољи филм за Др Стрејнџлав, БАФТА најбољу режију за Бери Линдон, као и низ других награда и признања.
Неколико пројеката није успео да реализује из различитих разлога, као што су немогућност затварања финансијске конструкције филма односно одбијања продуцентских кућа, креативних разлика са сарадницима, одбијање аутора романа да препусти права на адаптацију и писање сценарија Кјубрику, одустајање самог Кјубрика од пројеката.

## Дугометражни филмови
| Назив                   | Изворни назив                                                        | Година | Заслуге | Заслуге    | Заслуге   | Заслуге  | Заслуге              | Напомене                                  | Реф.          |
| Назив                   | Изворни назив                                                        | Година | Редитељ | Сценариста | Продуцент | Монтажер | Директор фотографије | Напомене                                  | Реф.          |
| ----------------------- | -------------------------------------------------------------------- | ------ | ------- | ---------- | --------- | -------- | -------------------- | ----------------------------------------- | ------------- |
| Страх и жеља            | Fear and desire                                                      | 1953.  | Да      | Не         | Да        | Да       | Да                   |                                           | [ 26 ] [ 27 ] |
| Пољубац убице           | Killer's kiss                                                        | 1955.  | Да      | Да         | Да        | Да       | Да                   |                                           | [ 28 ]        |
| Узалудна пљачка         | The Killing                                                          | 1956.  | Да      | Да         | Не        | Не       | Не                   |                                           | [ 29 ]        |
| Стазе славе             | Paths of glory                                                       | 1957.  | Да      | Да         | Не        | Не       | Не                   |                                           | [ 30 ] [ 31 ] |
| Спартак                 | Spartacus                                                            | 1960.  | Да      | Не         | Не        | Не       | Не                   |                                           | [ 32 ]        |
| Лолита                  | Lolita                                                               | 1962.  | Да      | Да         | Не        | Не       | Не                   |                                           | [ 33 ] [ 34 ] |
| Др Стрејнџлав           | Dr. Strangelove or: How I Learned to Stop Worrying and Love the Bomb | 1964.  | Да      | Да         | Да        | Не       | Не                   |                                           | [ 35 ]        |
| 2001: Одисеја у свемиру | 2001: A Space Odyssey                                                | 1968.  | Да      | Да         | Да        | Не       | Не                   |                                           | [ 36 ] [ 37 ] |
| Паклена поморанџа       | A Clockwork Orange                                                   | 1971.  | Да      | Да         | Да        | Не       | Не                   |                                           | [ 38 ] [ 39 ] |
| Бери Линдон             | Barry Lyndon                                                         | 1975.  | Да      | Да         | Да        | Не       | Не                   |                                           | [ 40 ] [ 41 ] |
| Исијавање               | The Shining                                                          | 1980.  | Да      | Да         | Да        | Не       | Не                   |                                           | [ 42 ]        |
| Бојеви метак            | Full Metal Jacket                                                    | 1987.  | Да      | Да         | Да        | Не       | Не                   |                                           | [ 43 ]        |
| Широм затворених очију  | Eyes wide shut                                                       | 1999.  | Да      | Да         | Да        | Не       | Не                   | Премијерно приказан по Кјубриковој смрти. | [ 46 ] [ 47 ] |

## Краткометражни филмови
| Назив             | Година | Заслуге | Заслуге    | Заслуге   | Заслуге  | Заслуге              | Напомене                    | Реф.          |
| Назив             | Година | Редитељ | Сценариста | Продуцент | Монтажер | Директор фотографије | Напомене                    | Реф.          |
| ----------------- | ------ | ------- | ---------- | --------- | -------- | -------------------- | --------------------------- | ------------- |
| Day of the Flight | 1951.  | Да      | Да         | Да        | Да       | Да                   |                             | [ 48 ] [ 49 ] |
| Flying Padre      | 1951.  | Да      | Да         | Не        | Не       | Да                   |                             | [ 50 ] [ 51 ] |
| The Seaferers     | 1953.  | Да      | Не         | Не        | Да       | Да                   | Први Кјубриков филм у боји. | [ 54 ] [ 55 ] |

## Рецепција критике
| Година | Филм                    | Ротен томејтоуз     | Метакритик        |
| ------ | ----------------------- | ------------------- | ----------------- |
| 1951   | Day of the Fight        | Н/Д                 | Н/Д               |
| 1951   | Flying Padre            | Н/Д                 | Н/Д               |
| 1953   | Страх и жеља            | 75% (16 рецензија)  | Н/Д               |
| 1953   | The Seafarers           | Н/Д                 | Н/Д               |
| 1955   | Пољубац убице           | 86% (21 рецензија)  | Н/Д               |
| 1956   | Узалудна пљачка         | 98% (41 рецензија)  | 91 (15 рецензија) |
| 1957   | Стазе славе             | 95% (60 рецензија)  | 90 (18 рецензија) |
| 1960   | Спартак                 | 93% (61 рецензија)  | 87 (17 рецензија) |
| 1962   | Лолита                  | 91% (43 рецензија)  | 79 (14 рецензија) |
| 1964   | Др Стрејнџлав           | 98% (91 рецензија)  | 97 (32 рецензија) |
| 1968   | 2001: Одисеја у свемиру | 92% (113 рецензија) | 84 (25 рецензија) |
| 1971   | Паклена поморанџа       | 86% (71 рецензија)  | 77 (21 рецензија) |
| 1975   | Бери Линдон             | 91% (74 рецензија)  | 89 (21 рецензија) |
| 1980   | Исијавање               | 84% (95 рецензија)  | 66 (26 рецензија) |
| 1987   | Бојеви метак            | 92% (83 рецензија)  | 76 (19 рецензија) |
| 1999   | Широм затворених очију  | 75% (158 рецензија) | 68 (34 рецензија) |